# لولا تاش
لولا بريدجيت تاش (بالإنجليزية: Lola Bridgette Tash)‏ (من مواليد 4 سبتمبر 1995) هي ممثلة كندية.

## روابط خارجية
- لولا تاش على موقع IMDb (الإنجليزية)
- لولا تاش على موقع ألو سيني (الفرنسية)
- لولا تاش على موقع قاعدة بيانات الفيلم (الإنجليزية)